# Chloroclystis pallidivirens
Chloroclystis pallidivirens är en fjärilsart som beskrevs av W. Warren 1903. Chloroclystis pallidivirens ingår i släktet Chloroclystis och familjen mätare. Inga underarter finns listade i Catalogue of Life.